# 宇治山哲平
宇治山 哲平（うじやま てっぺい、1910年9月3日 ‐ 1986年6月18日）は、日本の美術家。始め木版画を主に制作するが後に油彩の抽象画に転向。輝いた栄誉には第12回毎日芸術賞をはじめ、第32回西日本文化賞などがある。本名は宇治山哲夫。

## 略歴
明治43年（1910年）、大分県日田市に生まれる。日田工芸学校で漆芸蒔絵の技法を習得し、日田漆器株式会社に入社。漆工や木工デザインを担当する。同時に独学で木版画を学び、様々な芸術賞に入選する。油彩画の制作を始めると同時にアトリエを奈良県天理市に構える。
1961年（昭和36年）、大分県立芸術短期大学（現大分県立芸術文化短期大学）教授となり別府市に移る。1971年（昭和46年）からは、同短大の学長を務めた。
没後20年となる2006年（平成18年）には、東京都庭園美術館で宇治山哲平展、大分県立芸術会館で宇治山哲平回顧展が開催された。

## 宇治山哲平美術館
1994年（平成6年）に、個人美術館である宇治山哲平美術館が、生誕地である日田市豆田町に開設された。しかし、資金不足のため2004年（平成16年）12月31日に休館。2005年（平成17年）6月18日には、日田豆田文化交流館となった。美術館のウェブサイトは現在も存続しており、バーチャル美術館として宇治山哲平の作品を紹介しているが、作品を常設展示する施設の再開の目途は立っていない。